# Au revoir la vie facile
Pour plus de détails, voir Fiche technique et Distribution.
Au revoir la vie facile (もう頬づえはつかない, Mō hōzue wa tsukanai) est un film japonais réalisé par Yōichi Higashi, sorti en 1979.

## Synopsis
Mariko, une étudiante à l'université, essaie de gérer deux relations amoureuses en même temps.

## Fiche technique
- Titre français : Au revoir la vie facile[1]
- Titre original : もう頬づえはつかない (Mō hōzue wa tsukanai?)
- Titre anglais : No More Easy Life
- Réalisation : Yōichi Higashi
- Scénario : Yōichi Higashi et Tatsuo Kobayashi (ja), d'après un roman de Noriko Minobe (ja)
- Musique : Michi Tanaka (ja)
- Photographie : Kōichi Kawakami (ja)
- Décors : Ikuo Ayabe
- Montage : Keiko Ichihara
- Société de production : Art Theatre Guild
- Pays de production :  Japon
- Langue originale : japonais
- Format : couleur - 1,85:1 - 35 mm[2]
- Genre : Drame
- Durée : 113 minutes[3]
- Dates de sortie : 
  - Japon : 15 décembre 1979[3]

## Distribution
- Kaori Momoi : Mariko
- Eiji Okuda : Hashimoto, le petit ami de Mariko
- Leo Morimoto : Tsuneo, l'ex de Mariko
- Jūzō Itami : Takamizawa, le propriétaire
- Sakura Kamo : Tokiko
- Akemi Negishi : la mère de Mariko

## Distinctions
Sauf indication contraire, les informations mentionnées dans cette section peuvent être confirmées par la base de données cinématographiques IMDb,  présente dans la section « Liens externes ».

### Récompenses
- 1980 : Japan Academy Prize de la meilleure actrice pour Kaori Momoi (conjointement pour Kamisamaga kureta akanbō)[4]
- 1980 : prix Blue Ribbon de la meilleure actrice pour Kaori Momoi (conjointement pour C'est dur d'être un homme : Tora-san ange gardien et Kamisamaga kureta akanbō)[5]
- 1980 : prix Kinema Junpō de la meilleure actrice pour Kaori Momoi[6]
- 1980 : prix Mainichi de la meilleure actrice pour Kaori Momoi[7]

### Nominations
- 1980 : Japan Academy Prize du meilleur film[4]
- 1980 : le film est classé en 7e position dans le classement des dix meilleurs films japonais de l'année 1979 par la revue Kinema Junpō[6]